# 日野家
日野家（ひのけ）は、藤原北家真夏流（日野流）の嫡流にあたる貴族・公家・華族の家。公家としての家格は名家、華族としての家格は伯爵家。

## 歴史

### 平安時代
日野家は右大臣藤原内麿の長子である参議藤原真夏の子孫にあたる。
真夏の孫にあたる参議藤原家宗は、弘仁12年（822年）に延暦寺に戒壇を設けることを許した嵯峨天皇の勅許状を最澄に届けた際、感謝した最澄から宋より持ち帰った薬師如来像をもらった。家宗は山城国宇治郡日野（京都市伏見区日野西大道町）に法界寺を建立し、この薬師如来像を安置した。
家宗から5世後の子孫資業が11世紀半ばに日野法界寺のうちに薬師堂を建立し、薬師如来像をここに移した。これを機に資業は「日野三位」を名乗るようになり、これ以降日野が家名となった。日野一門が形成されるようになったのも資業の時期である。ただし、日野の家名が定着するまでは、姉小路、烏丸、裏松などの称も用いられていた。
日野家は儒学と文章を家業として代々朝廷に仕え、主たる者は文章博士、式部大輔を経て公卿に昇った。大学頭に任じられることも多かった。また歌道の家でもあったが、日野家からは名のある歌人は出ていない。
日野長者の地位がどのように次第相承されたかは判然としないが、一家の父子直系ではなく、一族中の同世代の長幼、もしくは官位の上臈により受け継がれていたようである。日野長者が氏人を率いて法界寺で催した祖先祭祀は氏八講と呼ばれた。同寺は日野一門の結合の中心地だった。
院政期以降弁官を経て中納言・大納言に至る名家の家格を確立し、後世には旧家、内々の家格も確立した。

### 鎌倉時代
平安時代末から鎌倉時代初期の日野兼光は鎌倉幕府の源頼朝に近い立場をとった親幕派の公家であり、文治元年（1185年）に頼朝が後白河法皇に迫って議奏10人を設置させた際にも頼朝の推挙でその一人に加えられている。
兼光の子から、中納言資実の系統と、その弟である中納言頼資の系統に分かれ、後者は支流広橋家の祖となる。ただし、広橋家は頼資四代孫の兼綱の代まで日野家の家督の者とほぼ交互に日野長者を務めており、鎌倉から南北朝時代の頃の日野家と広橋家の嫡庶の差は大きくなかったと見られる。
鎌倉前期の僧侶で浄土真宗開祖の親鸞は、日野一族の有範の子と伝わる。親鸞は娘覚信尼を同族の広綱に嫁がせているが、その子孫が代々門主として本願寺を率いた大谷家である。
鎌倉末まで日野家当主の極官は権中納言であったが、持明院統派の公卿日野俊光が嘉暦元年（1326年）4月28日に持明院統の後伏見上皇から鎌倉への使者に建てられた際に権大納言に任じられ、これ以降持明院統では日野家を代々権大納言とするのが佳例となり、日野家の極官は権大納言に上がった。俊光の長男資名や、俊光の四男で柳原家の祖となった資明も持明院統派だった。
しかし日野家一族全員が持明院統派だったわけではなく、俊光の次男資朝と庶流の日野俊基は、大覚寺統派であり、彼らは元亨2年（1324年）に後醍醐天皇の倒幕計画に参加したことで幕府に捕らえられている（正中の変）。さらに元弘の変後には二人とも幕府に処刑されている。

### 建武新政～南北朝時代
鎌倉幕府滅亡後、後醍醐天皇の建武新政下で持明院統派の日野資名は出家隠棲したが、その次男日野氏光は建武2年（1335年）に西園寺公宗や北条氏残党（北条高時の弟泰家、高時の次男時行、名越時兼ら）とともに後醍醐天皇を暗殺してその混乱に乗じて京都と鎌倉を占領する計画を企てた。しかしこの陰謀は事前に露見して西園寺公宗とともに捕らえられて処刑された。
その後鎌倉幕府再興を掲げる北条残党が鎌倉を占領したが、これを追った足利尊氏が突如後醍醐天皇に弓を引きはじめ、建武3年（1336年）正月に京都を占領するも翌2月には楠木正成に京を追われた。朝敵になっては勝つことができないことを思い知らされた尊氏は、資名の弟大僧正賢俊（狙っていた醍醐寺座主の地位を認められなかった件で後醍醐天皇を恨んでいた）を仲介役に持明院統の光厳上皇に接近してその院宣を拝受。これにより足利軍が優勢となり、京都を再占領して持明院統の光明天皇を北朝の天皇として即位させるとともに自らを征夷大将軍に任命させて室町幕府を興した。

### 足利将軍家との縁戚関係
資名の娘日野宣子は後光厳天皇の典侍となって後宮の第一人者となり、資名の子で日野宗家を継いだ日野資教は後小松天皇の乳人となり、後円融上皇の院執権をつとめるなど朝廷においても重要な地位を占めるようになった。以降日野家は後光厳側近でありつつ室町将軍家にも仕えることで、室町将軍の公家化を強く推し進めるようになる。資名の子時光の娘業子は3代将軍足利義満に嫁ぎ、その没後には時光の次男裏松資康の娘康子が継室となった。康子は後小松天皇の准母となり、北山院の女院号を受けた。これ以降室町時代を通じて日野家は歴代足利将軍と婚姻・外戚関係をもち権勢をふるうこととなった。
康子の妹栄子は、4代将軍足利義持に嫁ぎ、5代将軍足利義量を儲けた。資康の子裏松重光の娘である宗子と重子は、いずれも6代将軍足利義教に嫁いでいる。特に重子は7代将軍足利義勝と8代将軍足利義政兄弟の生母となった。重光の弟で支流烏丸家の祖となった豊光も義持や義教に厚遇された。
しかし資教の子であった有光は義持・義教と対立して失脚し、跡を継いだ弟の家秀も永享4年（1432年）に子を儲けないまま没した。このため日野家の家督は日野家庶流の広橋兼郷の子春龍丸が継ぐこととなったが、まもなく没したため兼郷が日野兼郷を名乗って日野宗家を継ぐこととなった。
永享6年（1434年）には義教の不興を買った裏松義資が殺害された。また、一旦赦免されていた有光も再び所領を没収されている。

### 日野富子の登場
足利義教が嘉吉の乱で殺害された嘉吉元年（1441年）10月、義資の孫勝光が元服して日野宗家を相続し、兼郷は広橋家に戻った。一方で進退窮まった有光は、嘉吉3年（1443年）9月に後南朝の尊秀王と共に朝廷を襲撃して神璽・宝剣を奪取し、比叡山延暦寺に立て籠もったが、結局幕府軍や延暦寺僧徒に攻め殺され、その子日野資親も六条河原で斬首された。
康正元年（1455年）、足利義政生母日野重子の協力で、勝光の妹である日野富子を義政の室に入れたことで日野家は権勢を復活させることに成功する。勝光は将軍の義兄として幕政に介入して権勢をふるい、官位も日野家の当主としては異例の従一位左大臣まで登った。その権勢から押大臣と称された。
富子は寛正6年（1465年）に実子足利義尚を設けると、それまで義政の後継者に擬せられていた義政弟足利義視を追い払うため山名宗全と結託し、細川勝元と結託した義視と争って応仁の乱を引き起こした。
文明5年（1473年）に息子義尚が9代将軍に就任した後、富子は夫義政が政治を嫌って隠遁生活を送ったのと対照的に政治に深く関与するようになり、特に1476年（文明8年）に兄勝光が死去した後には幕政を一手に掌握する立場となった。文明12年（1480年）に富子は兄勝光の娘祥雲院を息子義尚の正室にさせたが、義尚はこの妻を好まず男子ができなかった。
権勢をふるう富子は関所の設置による関銭の徴収、米の投機的売買、高利貸などによって私腹を肥やし、「天下の料足（お金）はみな富子のもとに集まる」と称された。文明10年（1478年）には内裏修理料の名目に京都七口関を設置して関銭を徴収するようになり、一時廃されるも文明12年（1480年）に再設置させた。その収益はすべて富子により着服されていたため、反発が広がり、1480年（文明12年）には関打ちこわしの土一揆が発生している。
延徳元年（1489年）に男子のない義尚が死去した後には富子も義視の息子義材（後の義稙）を10代将軍に就けることを余儀なくされ、幕政の実権は細川政元が掌握するところとなり、富子の権勢は衰えたが、明応2年（1493年）には政元と謀って義材を将軍の座から追い払い、堀越公方家の義澄を後継の11代将軍に擁立し、富子の弟日野永俊の娘阿子をその正室に迎えさせた。しかし実権は政元が握り続け、権勢を落としていく富子は明応元年（1496年）に死去した。

### 戦国時代～江戸時代
応仁の乱後には足利将軍家や室町幕府自体が衰退の一途をたどり、日野家の家運も衰退する。勝光の子政資の跡は徳大寺実淳の次男日野内光が継いだが、大永7年(1527年)に足利義晴方の細川高国・武田元光らと、柳本賢治・三好元長・政長らが桂川原の戦いで激突した際、敗北する高国側で参戦したため敗走中に戦死した。
内光の息子の権大納言日野晴光は周防国守護大内氏を頼って周防山口に下向した。
広橋国光の子で晴光の養子として跡を継いだ輝資は正二位権大納言まで登ったが、慶長7年（1602年）に息子資勝とともに出仕を止められ、慶長12年（1607年）に出家して唯心院と号したが、徳川家康の知遇を得てしばしば駿府に下向してはその諮問に預かっていた。
江戸中期に日野弘資次男光顕から外山家、三男有尚から豊岡家が発祥している。
江戸後期の日野資愛は平堂上としては最高位の従一位准大臣まで登っている。
江戸時代の日野家の家禄は、名家としては破格の1,034石だった。家臣として雑掌に山中家、辻家、吉田家があった。

### 明治以降
明治維新時の当主は資宗（文化12年5月19日生、明治12年8月25日没）。
明治2年（1869年）6月17日の行政官達で公家と大名家が統合されて華族制度が誕生すると、日野家も旧公家として華族に列した。明治3年（1870年）12月に資宗は隠居し、長男の資貴（文久元年6月10日生、大正10年12月11日没）が家督相続。
明治3年12月10日に定められた家禄は、現米で618石5斗。明治9年8月5日の金禄公債証書発行条例に基づき家禄と引き換えに支給された金禄公債の額は2万1675円30銭4厘（華族受給者中215位）。当時の資貴の住居は京都府愛宕郡第四組小山村。当時の家令は近藤真輔、家扶は松田保、宮田健。
資貴は明治16年10月に隠居し、資宗の次女甲斐と結婚して資貴の養子（柳原光愛五男）となっていた資秀（文久3年5月19日生、明治36年11月24日没）に家督を譲った。
明治17年（1884年）7月7日の華族令の施行で華族が五爵制になると大納言宣任の例多き旧堂上家として資秀が伯爵位を授けられた。
初代伯爵資秀は東宮侍従を務めた。資秀の死後に伯爵位を継いだ資謙（明治36年11月29日生、大正14年2月20日没）が若くして死んだあと、資秀の娘と結婚していた大正から昭和期のドイツ文学者の日野捷郎（海軍軍医中将実吉安純子爵六男）が3代伯爵を継いだが、昭和6年（1931年）に妻と離婚したため実吉姓に戻って息子の日野資純（大正15年1月1日生）に伯爵位を譲った。
資純の代の昭和前期に日野伯爵家の邸宅は神奈川県大磯町堀之内にあった。資純の長男には資成（昭和29年4月11日生）がある。

## 歴代当主

### 藤原北家真夏流
| 代数 | 肖像 | 名前 (生没年)           | 続柄             | 位階     | 備考 |
| ---- | ---- | ----------------------- | ---------------- | -------- | ---- |
| 1    |      | 藤原真夏 (774年-830年)  | 藤原内麻呂の長男 | 従三位   | 参議 |
| 2    |      | 藤原濱雄 (826年-840年)  | 先代の三男       | 従五位下 |      |
| 3    |      | 藤原家宗 (817年-877年)  | 先代の長男       | 従三位   | 参議 |
| 4    |      | 藤原弘蔭 (不詳-904年)   | 先代の長男       | 従五位上 |      |
| 5    |      | 藤原繁時 (不詳-943年)   | 先代の長男       | 正五位下 |      |
| 6    |      | 藤原輔道 (生没年不詳)   | 先代の長男       | 正五位下 |      |
| 7    |      | 藤原有国 (943年-1011年) | 先代の四男       | 従二位   | 参議 |

### 日野家
| 代数 | 肖像 | 名前 (生没年)              | 続柄                            | 位階                  | 備考                                                      |
| ---- | ---- | -------------------------- | ------------------------------- | --------------------- | --------------------------------------------------------- |
| 8    |      | 日野資業 (988年-1070年)    | 藤原有国の七男                  | 従三位                |                                                           |
| 9    |      | 日野実綱 (不詳-1082年)     | 先代の次男                      | 正四位下              |                                                           |
| 10   |      | 日野有信 (1040年-1090年)   | 先代の三男                      | 従四位下              |                                                           |
| 11   |      | 日野実光 (1069年-1147年)   | 先代の長男                      | 従二位                | 権中納言                                                  |
| 12   |      | 日野資長 (1119年-1195年)   | 先代の次男                      | 正二位                | 権中納言                                                  |
| 13   |      | 日野兼光 (1145年-1196年)   | 先代の次男                      | 従二位                | 権中納言                                                  |
| 14   |      | 日野資実 (1162年-1223年)   | 先代の次男                      | 正二位                | 権中納言                                                  |
| 15   |      | 日野家光 (1199年-1237年)   | 先代の次男                      | 従二位                | 権中納言                                                  |
| 16   |      | 日野資宣 (1224年-1292年)   | 先代の次男                      | 正二位                | 権中納言                                                  |
| 17   |      | 日野俊光 (1260年-1326年)   | 先代の子                        | 正二位                | 権大納言                                                  |
| 18   |      | 日野資名 (1286年-1338年)   | 先代の長男                      | 正二位                | 権大納言                                                  |
| 19   |      | 日野時光 (1328年-1367年)   | 先代の子                        | 正三位                | 権大納言                                                  |
| 20   |      | 日野資教 (1356年-1428年)   | 先代の子                        | 従一位                | 准大臣(1425年-1428年)                                     |
| 21   |      | 日野有光 (1387年-1443年)   | 先代の子                        | 従一位                | 権大納言 院執権 後南朝派。三種の神器を奪取。 比叡山で戦死 |
| 22   |      | 日野家秀 (1401年-1432年)   | 先代の弟 (20代資教の子)         | 従三位                | 権大納言。初名秀光。                                      |
| 23   |      | 日野春龍丸 (1425年-1432年) | 広橋兼郷の子                    |                       |                                                           |
| -    |      | 日野兼郷 (1401年-1446年)   | 広橋兼宣の子、春龍丸の父        | 従二位                | 権中納言                                                  |
| 24   |      | 日野勝光 (1429年-1476年)   | 裏松義資の子                    | 従一位                | 左大臣(1476年5月-6月) 院執権 日野富子の兄                 |
| 25   |      | 日野政資 (1469年-1495年)   | 先代の子                        | 正三位                | 権中納言                                                  |
| 26   |      | 日野内光 (1489年-1527年)   | 先代の養子 (徳大寺実淳の子)     | 正三位 （追贈従一位） | 権中納言（追贈左大臣） 桂川原の戦いで戦死                 |
| 27   |      | 日野晴光 (1518年-1555年)   | 先代の子                        | 正二位                | 権大納言                                                  |
| 28   |      | 日野輝資 (1555年-1623年)   | 先代の養子 (広橋国光の子)       | 正二位                | 権大納言                                                  |
| 29   |      | 日野資勝 (1577年-1639年)   | 先代の子                        | 正二位                | 権大納言                                                  |
| 30   |      | 日野光慶 (1591年-1630年)   | 先代の子                        | 従二位                | 権中納言                                                  |
| 31   |      | 日野弘資 (1617年-1687年)   | 先代の子                        | 正二位                | 権大納言                                                  |
| 32   |      | 日野資茂 (1650年-1687年)   | 先代の子                        | 従二位                | 権中納言                                                  |
| 33   |      | 日野輝光 (1670年-1717年)   | 先代の子                        | 従二位                | 権大納言                                                  |
| 34   |      | 日野永資 (1694年-1712年)   | 先代の子                        | 正五位下              | 右小弁                                                    |
| 35   |      | 日野資時 (1690年-1742年)   | 先代の養子 (豊岡弘昌の子)       | 従一位                | 権大納言                                                  |
| 36   |      | 日野資枝 (1737年-1801年)   | 先代の養子 (烏丸光栄の子)       | 従一位                | 権大納言                                                  |
| 37   |      | 日野資矩 (1756年-1830年)   | 先代の子                        | 従一位                | 権大納言                                                  |
| 38   |      | 日野資愛 (1780年-1846年)   | 先代の子                        | 従一位                | 准大臣(1845年-1846年)                                     |
| 39   |      | 日野資宗 (1815年-1878年)   | 先代の養子 (広橋胤定の子)       | 正二位                | 権大納言                                                  |
| 40   |      | 日野資貴 (1861年-1921年)   | 先代の子                        |                       |                                                           |
| 41   |      | 日野資秀 (1863年-1903年)   | 39代資宗の養子 (柳原光愛の子)   | 正三位                | 伯爵 宮内省官僚 貴族院議員(1900年-1903年)                 |
| 42   |      | 日野資謙 (1903年-1925年)   | 先代の子                        |                       | 伯爵                                                      |
| 43   |      | 日野捷郎 (1895年-1962年)   | 41代資秀の婿養子 (実吉安純の子) |                       | 伯爵 ドイツ文学者 妻と離縁し実吉に復姓                    |
| 44   |      | 日野資純 (1926年-2019年)   | 先代の子                        |                       | 伯爵 国語学者                                             |

## 系図
実線は実子、点線（縦）は養子、点線（横）は婚姻関係。

## 分家
日野家の分家の堂上家・華族として、広橋家（名家・伯爵）、柳原家（名家・伯爵）、烏丸家（名家・伯爵）、外山家（名家・子爵）、豊岡家（名家・子爵）の五家がある。さらに広橋家から竹屋家（名家・子爵家）と日野西家（名家・子爵家）が分家、柳原家から三室戸家（名家・子爵）と北小路家（名家・子爵）が分家、烏丸家から勘解由小路家（名家・子爵）と裏松家（名家・子爵）が分家しており、明治維新後に華族に列した藤原北家日野流の堂上家は12家存在した。
また親鸞の末裔である本願寺門主の大谷家は、堂上家ではないが、繁栄する教団の政治力と財力を背景にして堂上家と同格の准門跡の格式を獲得した。維新後東西本願寺の両大谷家は華族の伯爵家に列している。
江戸前期、旗本花房正栄の息子で、外祖父にあたる日野輝資の養子に入った日野資栄は日野家から分家して江戸幕府の高家旗本となり、1533石余を知行した。王政復古後の慶応4年（1868年）3月には江戸を引き払って上京し、同年4月に新政府に勤王誓詞を提出。これにより本領を安堵されて朝臣に列して旧高家として中大夫席に列せられた。明治2年（1869年）に中大夫以下の称が廃されると士族に編入された。華族令で華族が五爵制になった際に定められた『叙爵内規』の前の案である『華族令』案や『叙爵規則』案（『爵位発行順序』所収）では元高家が男爵に含まれており、旧高家日野家も男爵家の候補として挙げられていたものの、最終的な『叙爵内規』では元高家は対象外となったため結局同家は士族のままだった。